# Witvleugeltriller
De witvleugeltriller (Lalage sueurii) is een zangvogel uit de familie Campephagidae (rupsvogels). Deze vogel is genoemd naar de Franse natuuronderzoeker Charles Alexandre Lesueur.

## Verspreiding en leefgebied
Deze soort komt voor op Java, Bali, de Kleine Soenda-eilanden en Sulawesi.

## Status
De grootte van de populatie is niet gekwantificeerd maar de soort wordt omschreven als algemeen. Op de Rode lijst van de IUCN heeft deze soort de status niet bedreigd.